# Hubertus von Puttkamer

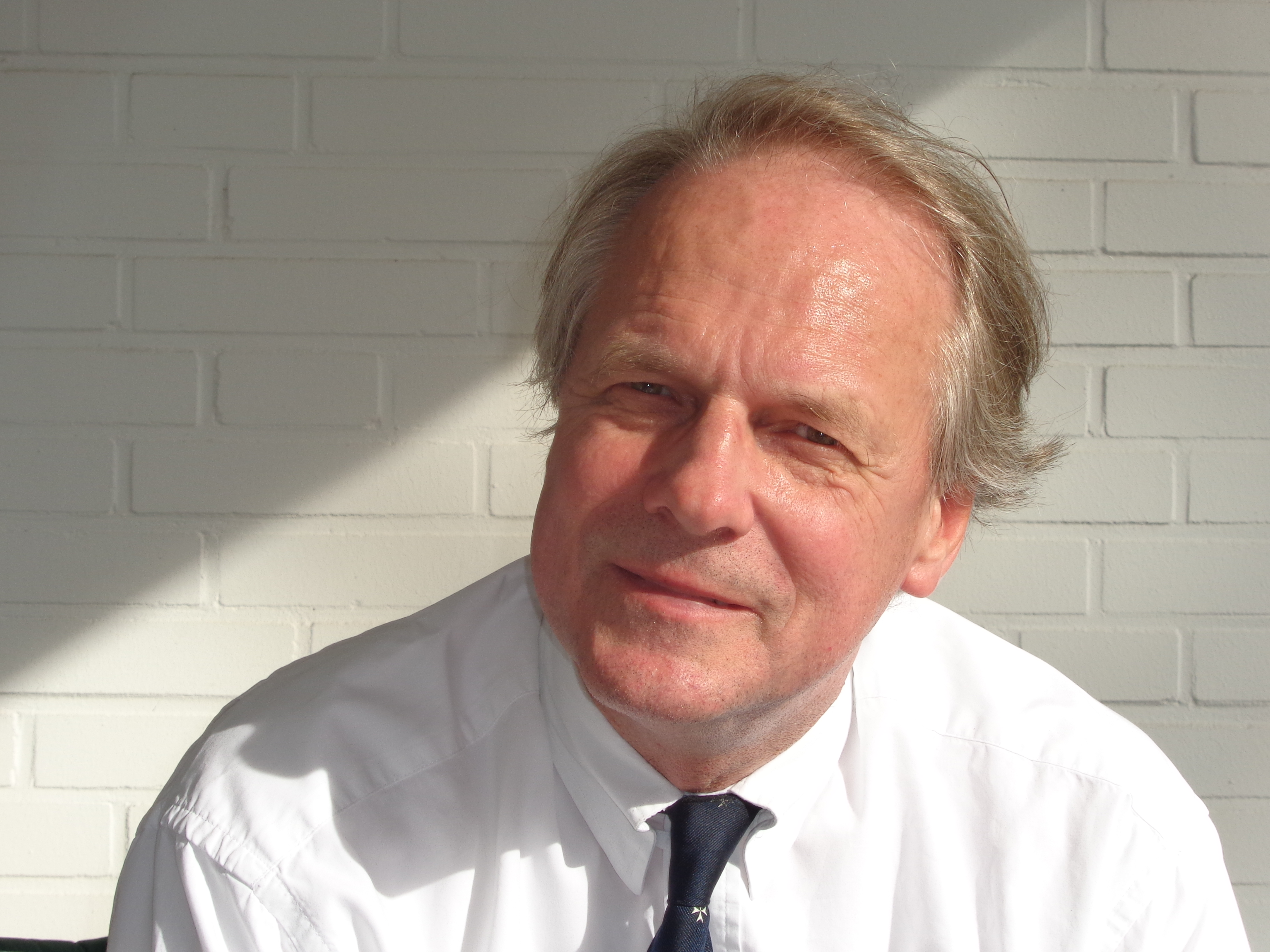
Hubertus von Puttkamer (2014)

Hubertus von Puttkamer CBE  (* 3. November 1948 in Berlin) ist ein deutscher Offizier im Ruhestand. Er ist Flottillenadmiral a. D. der Marine.

## Leben

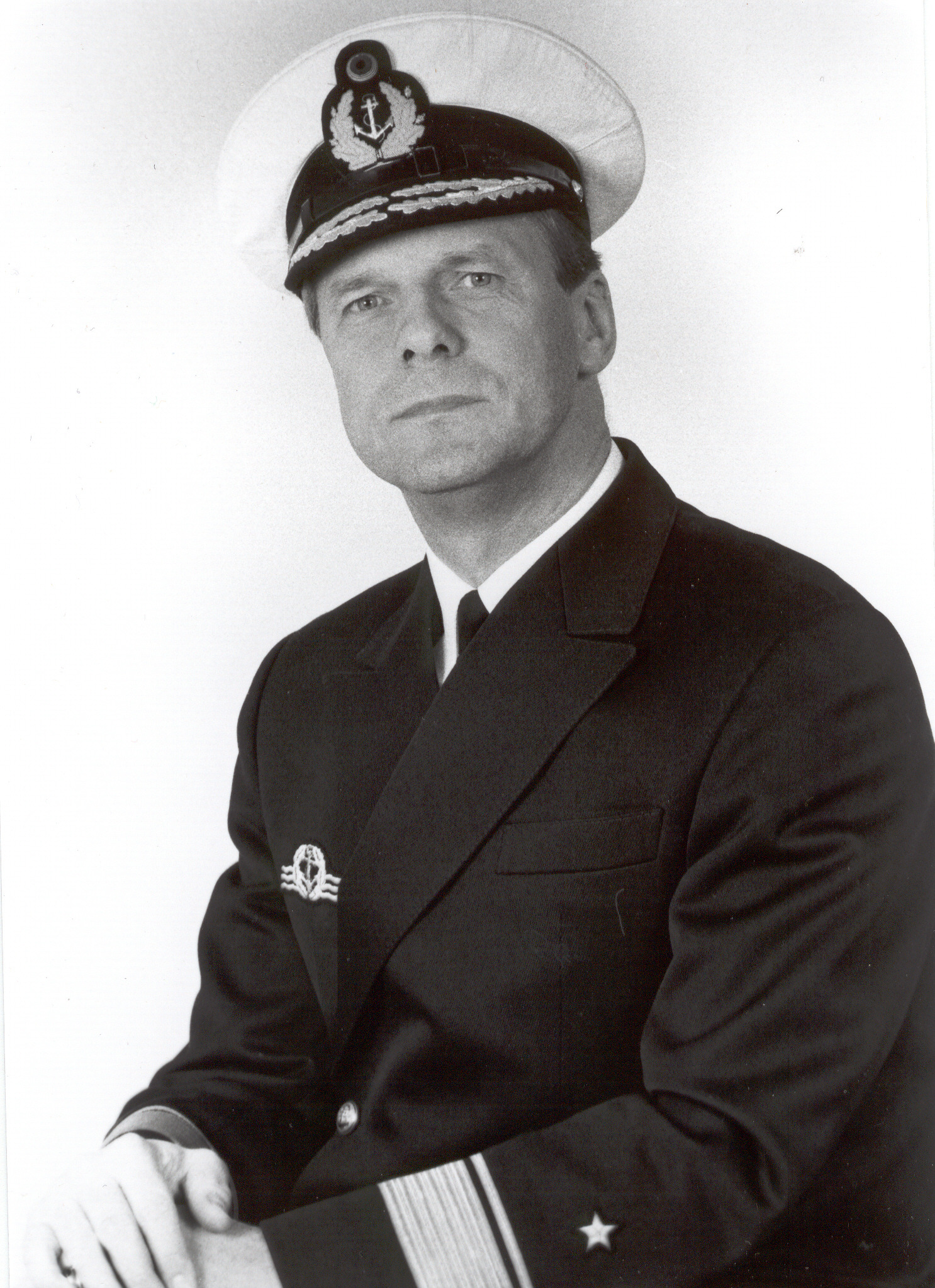
Flottillenadmiral von Puttkamer (1999 in Marineschule Mürwik)

Puttkamer entstammt dem hinterpommerschen Adelsgeschlecht Puttkamer. Nach dem Abitur an der Herschelschule Hannover trat er mit der Crew X/69 in die Bundesmarine ein. Nach der dreijährigen Berufsoffizierausbildung begann er 1973 die Seefahrt als Wachoffizier in der Schnellbootflottille. 1976 kam er als Austausch- und Navigationsoffizier auf die Jeanne d’Arc der französischen Marine. 
Von 1977 bis 1981 war er Kommandant der Flugkörperschnellboote S 56 und S 53. Danach fuhr er vier Jahre als Operationsoffizier auf Zerstörern. Die Admiralstabsausbildung (76. ASTO) durchlief er 1985/86 an der École Supérieure de Guerre Navale in Paris. 1987/88 war er Erster Offizier auf dem Lenkwaffenzerstörer Rommel. Ab 1988 diente er zwei Jahre im Führungsstab der Marine. Seit dem 1. Oktober 1989 Fregattenkapitän, war er von Oktober 1990 bis Oktober 1993 Kommandant der Mölders. Nach zwei Jahren als stellvertretender Kommandeur der Marineschule Mürwik und einem Lehrgang an der Bundesakademie für Sicherheitspolitik wurde er 1995 zum Kapitän zur See befördert und zum Kommandeur des 1. Zerstörergeschwaders ernannt. 
Nach 15 Jahren Seefahrt wurde er 1996 für drei Jahre als Verbindungsoffizier von Bundespräsident Roman Herzog beordert. Als Flottillenadmiral war er ab 1999 Kommandeur der Marineschule Mürwik. 2001/02 nahm er am Generals, Flag Officers and Ambassadors Course des NATO Defence College in Rom teil. Von dort kam er 2002/03 als Distinguished Senior Fellow an die National Defense University in Washington, D.C. Anschließend war er, als Nachfolger von Peter Goebel, bis September 2006 Verteidigungsattaché im Militärattachéstab der Deutschen Botschaft Washington. Auf seinem letzten Dienstposten war er ab Oktober 2006 vier Jahre stellvertretender Kommandeur und Direktor Lehrgänge an der Führungsakademie der Bundeswehr. 2008 nahm er am Senior Executive Seminar des George C. Marshall Europäischen Zentrums für Sicherheitsstudien teil. Im November 2010 wurde er pensioniert.

### Familie
Puttkamer lebt mit seiner französischen Frau Catherine geb. Florentin, der Tochter eines Contre-Admiral, in Kiel. Das Ehepaar hat eine Tochter und zwei Söhne. Einer der Söhne, Fregattenkapitän Bogislav-Jesko von Puttkamer, ist verheiratet mit Fregattenkapitän Inka von Puttkamer, der Tochter eines Marineoffiziers.

### Kirche
Als Rechtsritter der Pommerschen Genossenschaft des Johanniterordens und als Vertreter der Bundeswehr war von Puttkamer von 2009 bis 2012 Synodaler der Nordelbischen Kirche. In der neuen Nordkirchensynode gab es bis 2019 keinen berufenen Vertreter der Bundeswehr mehr. Am 15. Juli 2015 wurde von Puttkamer im Lübecker Dom als ehrenamtliches Mitglied des Landesvorstandes der Johanniter-Unfall-Hilfe Nord eingeführt. Der Herrenmeister des Johanniterordens berief ihn 2017 in den Bundesvorstand der JUH. Das Amt endete am 16. Oktober 2021.

## Ehrungen

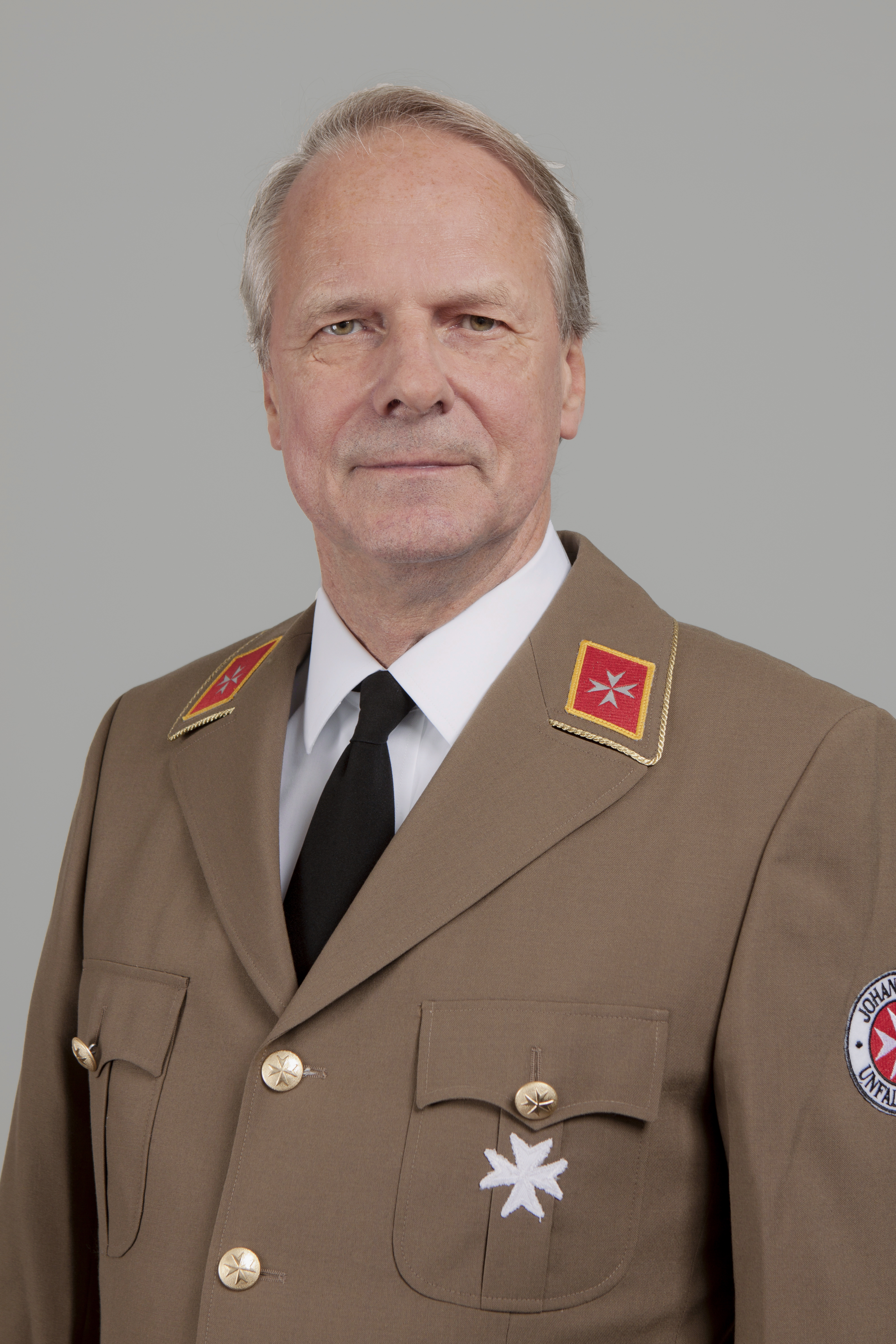
Hubertus von Puttkamer (Uniform der Johanniter-Unfall-Hilfe, 2015)

- 1997: Großes Silbernes Ehrenzeichen für Verdienste um die Republik Österreich[6]
- Rechtsritter des Johanniterordens
- Ehrenkreuz der Bundeswehr in Gold
- Verdienstorden (Norwegen), Kommandeur
- Kronenorden (Belgien), Kommandeur
- 1998: Orden des Infanten Dom Henrique, Kommandeur
- Order of the British Empire (Military Division), Ehrenkommandeur
- Gorkha Dakshina Bahu 3. Klasse (Nepal)
- Orden al Mérito de Chile, Kommandeur
- Ordre national du Mérite, Kommandeur
- Legion of Merit, Officer
- Abzeichen für seefahrendes Personal in Gold
- Ehrenzeichen der Johanniter-Unfall-Hilfe